# Fame (duo)
Pour les articles homonymes, voir Fame.
Fame est un duo suédois formé en 2002, composé de Jessica Andersson (en) (née le 27 octobre 1973 à Stockholm) et de Magnus Bäcklund (sv) (né le 16 novembre 1965 à  Kristinehamn).

## Histoire

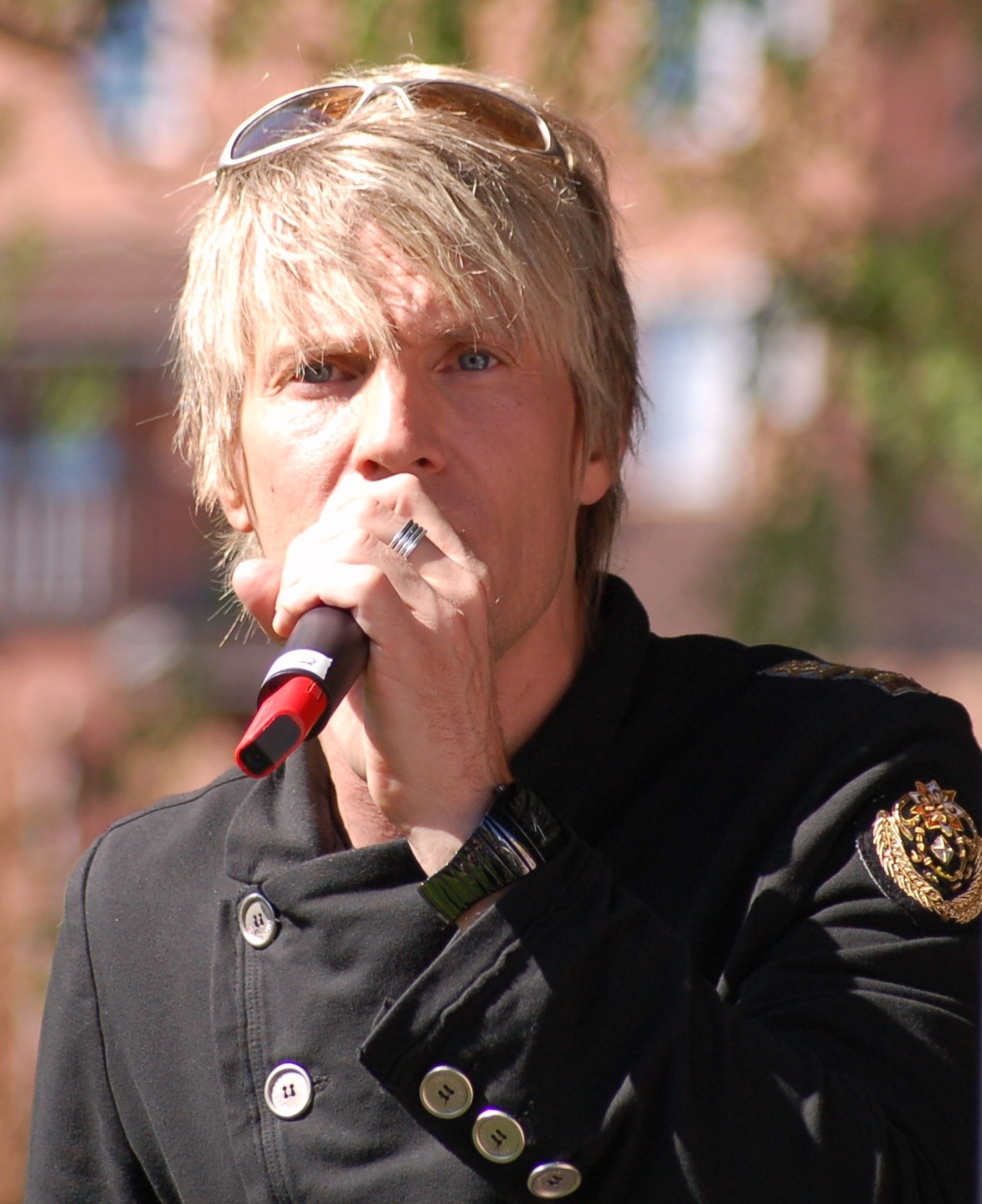
Magnus Bäcklund en 2006.

Le duo participe au Melodifestivalen 2003, qu'il remporte grâce à la chanson Give Me Your Love. Il représente la Suède au Concours Eurovision de la chanson 2003 et finit à la cinquième place.
En 2004, il participe de nouveau au Melodifestivalen, où il atteint la sixième place avec la chanson Vindarna vänder oss ("le vent tourne sur nous").
En 2005, le groupe se sépare, chacun de ses membres entamant une carrière solo.
Magnus Bäcklund se présente au Melodifestivalen 2006 avec la chanson Le nom de l'amour, mais n'atteint pas la finale.
Jessica est repêchée au Melodifestivalen 2007 avec sa chanson Kom, mais le 3 mars 2007, elle est éliminée face à Sanna Nielsen pour une place en finale.
En 2010, elle se représente à nouveau et se classe sixième.